# Shea Theodore
Shea Theodore (Aldergrove, Columbia Británica, 3 de agosto de 1995) es un jugador profesional canadiense de hockey sobre hielo que se desempeña en la posición de defensor izquierdo en Vegas Golden Knights, equipo de la National Hockey League (NHL).

## Carrera
Fue seleccionado en la primera ronda en la NHL Entry Draft de 2013. En 2015 hizo su debut profesional con el equipo Anaheim Ducks, en el cual jugó dos temporadas (2015-2017), después pasó a Vegas Golden Knights, donde lleva jugando siete temporadas.